# Батон Руж
Батон Руж (енгл. Baton Rouge) главни и други по величини је град у америчкој савезној држави Луизијана, иза Њу Орлеанса. Број становника по попису из 2007. године је 227.017. Лежи на реци Мисисипи.

## Географија
Батон Руж се налази на надморској висини од 17 m. Налази се на обали Мисисипија.

## Демографија
По попису из 2010. године број становника је 229.493, што је 1.675 (0,7%) становника више него 2000. године.
|                   | 2010.            | 2000.            |
| Укупно            | 229 493 (100,0%) | 227 818 (100,0%) |
| Афроамериканци    | 125 155 (54,54%) | 113 953 (50,02%) |
| Белци             | 86 679 (37,77%)  | 101 867 (44,71%) |
| Хиспаноамериканци | 7 653 (3,335%)   | 3 918 (1,720%)   |
| Азијати           | 7 514 (3,274%)   | 5 972 (2,621%)   |
| Остали            | 2 492 (1,086%)   | 2 108 (0,925%)   |

## Партнерски градови
- Малатија
- Екс ан Прованс
- Порт о Пренс
- Taichung